# Migrant Offshore Aid Station
Pour les articles homonymes, voir MOAS.
Migrant Offshore Aid Station (MOAS) est une organisation privée maltaise, qui intervient lors du sauvetage en mer des boat-peoples en mer Méditerranée.

## Présentation
Regina et Christopher Catrambone, un couple d'affaire américano-italien fonde MOAS en 2014, en y investissant quatre millions d'euros. Lors de cette première année d'activité, MOAS porte secours à trois mille réfugiés.
Depuis le 2 mai 2015, les vingt membres d'équipage du yacht Phoenix parcourent la Méditerranée. L'organisation emploie des drones et des canots de sauvetage, qui leur permet de récupérer jusqu'à quatre cents migrants à bord, à chacune de leurs sorties en mer. MOAS concentre son action sur les zones maritimes en dehors des zones de recherche et sauvetage des différents garde-côtes. En mai 2015, MOAS a ainsi porté secours à quatre cents migrants en seulement dix jours.
MOAS coopère avec Médecins sans frontières et la garde côtière italienne. MOAS est la principale ONG intervenant en Méditerranée pour le sauvetage en mer, avec Médecins sans frontières, SOS Méditerranée, Proactiva Open Arms et Sea Watch.
En deux ans, l'association a porté secours à plus de 28 000 migrants ; un deuxième bateau, le Responder, a également renforcé la flotte de l'organisation.
L'agence européenne de contrôle des frontières Frontex accuse les ONG qui sauvent les migrants en Méditerranée de créer un appel d'air et d'encourager l'émigration (reproche qui était déjà fait à l'opération Mare Nostrum) alors que les associations n'interviennent que pour pallier l'insuffisance de l'action des États.